# Michael Yano
Michael Yano (jap. 矢野 マイケル, Yano Michael; * 22. Januar 1979 in Accra) ist ein ehemaliger japanischer Fußballspieler.

## Karriere
Yano erlernte das Fußballspielen in der Jugendmannschaft von Shimizu S-Pulse. Seinen ersten Vertrag unterschrieb er 1997 bei Vissel Kobe. Der Verein spielte in der höchsten Liga des Landes, der J1 League. Für den Verein absolvierte er 13 Erstligaspiele. 2000 wechselte er zum Zweitligisten Mito HollyHock. Für den Verein absolvierte er 13 Spiele. 2001 wechselte er zum Ligakonkurrenten Sagan Tosu. Für den Verein absolvierte er 20 Spiele. Ende 2001 beendete er seine Karriere als Fußballspieler.